# Hermann Mertlitsch
Hermann Mertlitsch (18. srpna 1821 – 20. ledna 1872) byl rakouský politik z Korutan, v 2. polovině 19. století poslanec Říšské rady.

## Biografie
Od roku 1851 působil jako notář ve Völkermarktu, kde vlastnil i nemovitosti.
Počátkem února 1867 byl zvolen na Korutanský zemský sněm za kurii venkovských obcí, obvod Völkermarkt, Kappel am Krappfeld, Bleiburg a Eberndorf. Sněm ho pak 23. února 1867 zvolil i do Říšské rady (tehdy ještě volené nepřímo), za kurii venkovských obcí v Korutanech. Na Říšské radě se ještě v roce 1867 přihlásil ke klubu liberální levice (takzvaná Ústavní strana, liberálně a centralisticky orientovaná, odmítající federalistické aspirace neněmeckých etnik).